# Faroa acuminata
Faroa acuminata är en gentianaväxtart som beskrevs av Peter Geoffrey Taylor. Faroa acuminata ingår i släktet Faroa och familjen gentianaväxter. Inga underarter finns listade i Catalogue of Life.